# 1r districte de París
El 1r districte és un dels vint districtes de París, França. És el districte menys poblat, però cal dir que també és un dels més petits. Gran part del districte té una funció econòmica i administrativa.
Es troba quasi totalment a la Riba Dreta, però també inclou l'extrem occidental de l'Ile de la Cité. És un dels districtes més antics de París; l'Ile de la Cité havia estat el nucli de la ciutat romana de Lutècia, conquerida el 52 aC, mentre que algunes parts de la Riba Dreta (incloent-hi el barri de Les Halles) daten de la baixa edat mitjana.
Una part significant del districte allotja el Museu del Louvre i el Jardí de les Teuleries.

## Geografia
El 1r districte és molt petit, amb una àrea de només 1,826 km².

## Demografia
El 1r districte va assolir la seva població màxima abans del 1861, malgrat que el districte va començar a existir en la seva forma actual a partir de la reorganització de París el 1860. El 1999, la població era de 16.888 habitants, i comptava amb 63.056 llocs de treball, fent-ne un dels districtes econòmicament més actius després del 2n, el 8è i el 9è.
| Any (dels censos francesos) | Població | Densitat (hab. per km²) |
| --------------------------- | -------- | ----------------------- |
| 1861 (població màxima)      | 89.519   | 49,025                  |
| 1872                        | 74.286   | 40,593                  |
| 1954                        | 38.926   | 21,271                  |
| 1962                        | 36.543   | 20,013                  |
| 1968                        | 32.332   | 17,706                  |
| 1975                        | 22.793   | 12,482                  |
| 1982                        | 18.509   | 10,136                  |
| 1990                        | 18.360   | 10,055                  |
| 1999                        | 16.888   | 9,249                   |

## Barris
Cadascun dels vint districtes de París se subdivideix en quatre barris (quartiers). Aquesta taula mostra els quatre barris del 1r districte:
dades del cens francès del 1999
| Barri                              | Població | Àrea (en km²) | Densitat (hab. per km²) |
| ---------------------------------- | -------- | ------------- | ----------------------- |
| Quartier Saint-Germain-l'Auxerrois | 1.670    | 0,871         | 1.917                   |
| Quartier Les Halles                | 8.980    | 0,412         | 21.796                  |
| Quartier Palais-Royal              | 3.190    | 0,279         | 11.434                  |
| Quartier Place Vendôme             | 3.040    | 0,270         | 11.259                  |

## Mapa

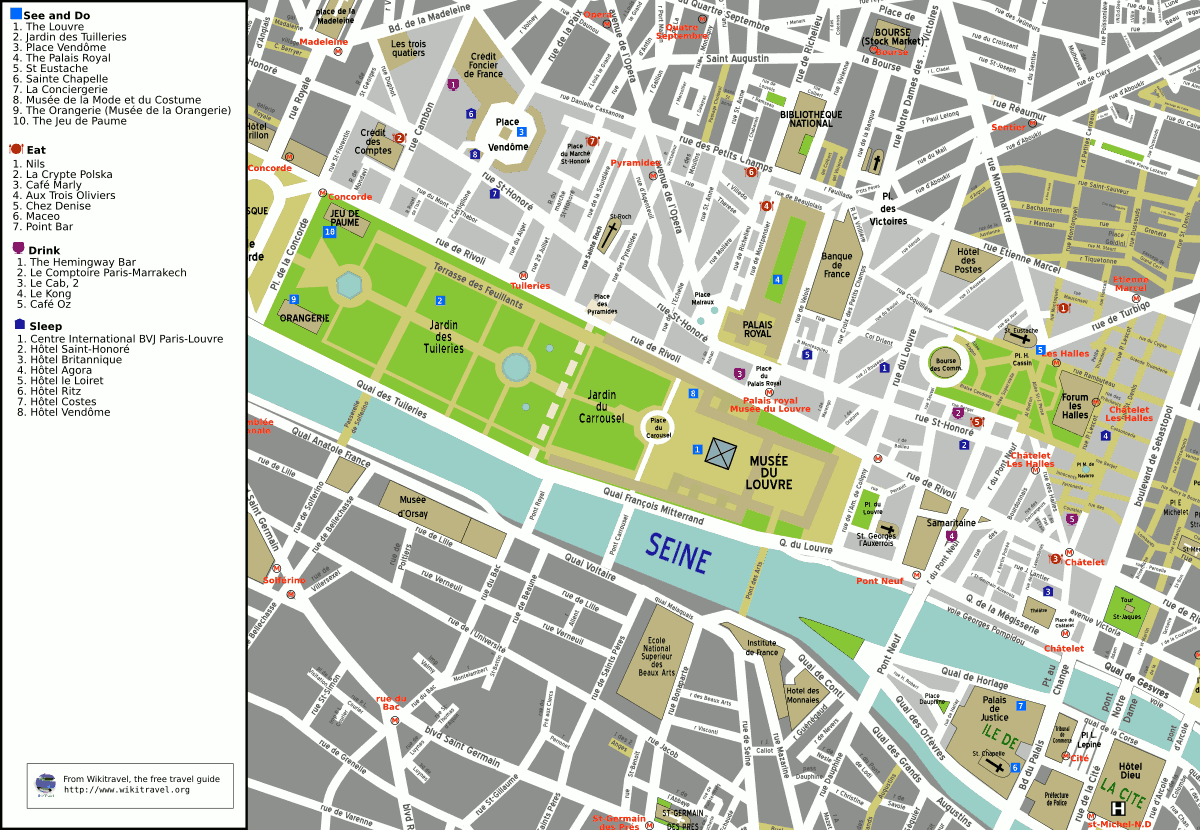
Mapa del 1r districte

## Llocs d'interès
- Les Halles
- Quarter general de la Banque de France
- Quarter general històric del Crédit Foncier de France
- El Museu del Louvre
- Jardí de les Teuleries
  - Galerie nationale du Jeu de Paume
- Arc de Triomf del Carrousel, a l'extrem oriental de l'Axe historique ("eix històric")
- Palais Royal
- Comédie-Française
- Hôtel de Rambouillet (antic edifici)
- La Samaritaine
- Hôtel Ritz Paris

### Ponts
- Pont Neuf
- Pont des Arts

### Carrers i places
- Avenue de l'Opéra (en part)
- Rue de Rivoli (en part)
- Place Vendôme i la Columna Vendôme